# Liste des titres musicaux numéro un au Royaume-Uni en 1985
Cette page liste les titres classés no 1 des ventes de disques au Royaume-Uni pour l'année 1985 selon The Official Charts Company.
Les classements hebdomadaires sont issus des UK Singles Chart et UK Albums Chart. Ils sont dévoilés le dimanche.

## Classement des singles
| №  | Date          | Artiste                         | Titre                                          | Référence |
| -- | ------------- | ------------------------------- | ---------------------------------------------- | --------- |
| 1  | 6 janvier     | Band Aid                        | Do They Know It's Christmas?                   |           |
| 2  | 13 janvier    | Foreigner                       | I Want to Know What Love Is                    |           |
| 3  | 20 janvier    | Foreigner                       | I Want to Know What Love Is                    |           |
| 4  | 27 janvier    | Foreigner                       | I Want to Know What Love Is                    |           |
| 5  | 3 février     | Elaine Paige et Barbara Dickson | I Know Him So Well                             |           |
| 6  | 10 février    | Elaine Paige et Barbara Dickson | I Know Him So Well                             |           |
| 7  | 17 février    | Elaine Paige et Barbara Dickson | I Know Him So Well                             |           |
| 8  | 24 février    | Elaine Paige et Barbara Dickson | I Know Him So Well                             |           |
| 9  | 3 mars        | Dead or Alive                   | You Spin Me Round (Like a Record)              |           |
| 10 | 10 mars       | Dead or Alive                   | You Spin Me Round (Like a Record)              |           |
| 11 | 17 mars       | Philip Bailey et Phil Collins   | Easy Lover                                     |           |
| 12 | 24 mars       | Philip Bailey et Phil Collins   | Easy Lover                                     |           |
| 13 | 31 mars       | Philip Bailey et Phil Collins   | Easy Lover                                     |           |
| 14 | 7 avril       | Philip Bailey et Phil Collins   | Easy Lover                                     |           |
| 15 | 14 avril      | USA for Africa                  | We Are the World                               |           |
| 16 | 21 avril      | USA for Africa                  | We Are the World                               |           |
| 17 | 28 avril      | Phyllis Nelson (en)             | Move Closer                                    |           |
| 18 | 5 mai         | Paul Hardcastle                 | 19                                             |           |
| 19 | 12 mai        | Paul Hardcastle                 | 19                                             |           |
| 20 | 19 mai        | Paul Hardcastle                 | 19                                             |           |
| 21 | 26 mai        | Paul Hardcastle                 | 19                                             |           |
| 22 | 2 juin        | Paul Hardcastle                 | 19                                             |           |
| 23 | 9 juin        | The Crowd (en)                  | You'll Never Walk Alone                        |           |
| 24 | 16 juin       | The Crowd (en)                  | You'll Never Walk Alone                        |           |
| 25 | 23 juin       | Sister Sledge                   | Frankie                                        |           |
| 26 | 30 juin       | Sister Sledge                   | Frankie                                        |           |
| 27 | 7 juillet     | Sister Sledge                   | Frankie                                        |           |
| 28 | 14 juillet    | Sister Sledge                   | Frankie                                        |           |
| 29 | 21 juillet    | Eurythmics                      | There Must Be an Angel (Playing with My Heart) |           |
| 30 | 28 juillet    | Madonna                         | Into the Groove                                |           |
| 31 | 4 août        | Madonna                         | Into the Groove                                |           |
| 32 | 11 août       | Madonna                         | Into the Groove                                |           |
| 33 | 18 août       | Madonna                         | Into the Groove                                |           |
| 34 | 25 août       | UB40 et Chrissie Hynde          | I Got You Babe                                 |           |
| 35 | 1er septembre | David Bowie et Mick Jagger      | Dancing in the Street                          |           |
| 36 | 8 septembre   | David Bowie et Mick Jagger      | Dancing in the Street                          |           |
| 37 | 15 septembre  | David Bowie et Mick Jagger      | Dancing in the Street                          |           |
| 38 | 22 septembre  | David Bowie et Mick Jagger      | Dancing in the Street                          |           |
| 39 | 29 septembre  | Midge Ure                       | If I Was                                       |           |
| 40 | 6 octobre     | Jennifer Rush                   | The Power of Love                              |           |
| 41 | 13 octobre    | Jennifer Rush                   | The Power of Love                              |           |
| 42 | 20 octobre    | Jennifer Rush                   | The Power of Love                              |           |
| 43 | 27 octobre    | Jennifer Rush                   | The Power of Love                              |           |
| 44 | 3 novembre    | Jennifer Rush                   | The Power of Love                              |           |
| 45 | 10 novembre   | Feargal Sharkey                 | A Good Heart                                   |           |
| 46 | 17 novembre   | Feargal Sharkey                 | A Good Heart                                   |           |
| 47 | 24 novembre   | Wham!                           | I'm Your Man                                   |           |
| 48 | 1er décembre  | Wham!                           | I'm Your Man                                   |           |
| 49 | 8 décembre    | Whitney Houston                 | Saving All My Love for You                     |           |
| 50 | 15 décembre   | Whitney Houston                 | Saving All My Love for You                     |           |
| 51 | 22 décembre   | Shakin' Stevens                 | Merry Christmas Everyone                       |           |
| 52 | 29 décembre   | Shakin' Stevens                 | Merry Christmas Everyone                       |           |

## Classement des albums
| №  | Date          | Artiste           | Titre                          | Référence |
| -- | ------------- | ----------------- | ------------------------------ | --------- |
| 1  | 6 janvier     | Compilation       | The Hits Album                 |           |
| 2  | 13 janvier    | Alison Moyet      | Alf                            |           |
| 3  | 20 janvier    | Foreigner         | Agent Provocateur              |           |
| 4  | 27 janvier    | Foreigner         | Agent Provocateur              |           |
| 5  | 3 février     | Foreigner         | Agent Provocateur              |           |
| 6  | 10 février    | Bruce Springsteen | Born in the U.S.A.             |           |
| 7  | 17 février    | The Smiths        | Meat Is Murder                 |           |
| 8  | 24 février    | Phil Collins      | No Jacket Required             |           |
| 9  | 3 mars        | Phil Collins      | No Jacket Required             |           |
| 10 | 10 mars       | Phil Collins      | No Jacket Required             |           |
| 11 | 17 mars       | Phil Collins      | No Jacket Required             |           |
| 12 | 24 mars       | Phil Collins      | No Jacket Required             |           |
| 13 | 31 mars       | Paul Young        | The Secret of Association      |           |
| 14 | 7 avril       | Compilation       | The Hits Album 2               |           |
| 15 | 14 avril      | Compilation       | The Hits Album 2               |           |
| 16 | 21 avril      | Compilation       | The Hits Album 2               |           |
| 17 | 28 avril      | Compilation       | The Hits Album 2               |           |
| 18 | 5 mai         | Compilation       | The Hits Album 2               |           |
| 19 | 12 mai        | Compilation       | The Hits Album 2               |           |
| 20 | 19 mai        | Dire Straits      | Brothers in Arms               |           |
| 21 | 26 mai        | Dire Straits      | Brothers in Arms               |           |
| 22 | 2 juin        | The Style Council | Our Favourite Shop             |           |
| 23 | 9 juin        | Bryan Ferry       | Boys and Girls                 |           |
| 24 | 16 juin       | Bryan Ferry       | Boys and Girls                 |           |
| 25 | 23 juin       | Marillion         | Misplaced Childhood            |           |
| 26 | 30 juin       | Bruce Springsteen | Born in the U.S.A.             |           |
| 27 | 7 juillet     | Bruce Springsteen | Born in the U.S.A.             |           |
| 28 | 14 juillet    | Bruce Springsteen | Born in the U.S.A.             |           |
| 29 | 21 juillet    | Bruce Springsteen | Born in the U.S.A.             |           |
| 30 | 28 juillet    | Dire Straits      | Brothers in Arms               |           |
| 31 | 4 août        | Dire Straits      | Brothers in Arms               |           |
| 32 | 11 août       | Compilation       | Now That's What I Call Music 5 |           |
| 33 | 18 août       | Compilation       | Now That's What I Call Music 5 |           |
| 34 | 25 août       | Compilation       | Now That's What I Call Music 5 |           |
| 35 | 1er septembre | Compilation       | Now That's What I Call Music 5 |           |
| 36 | 8 septembre   | Compilation       | Now That's What I Call Music 5 |           |
| 37 | 15 septembre  | Madonna           | Like a Virgin                  |           |
| 38 | 22 septembre  | Kate Bush         | Hounds of Love                 |           |
| 39 | 29 septembre  | Kate Bush         | Hounds of Love                 |           |
| 40 | 6 octobre     | Madonna           | Like a Virgin                  |           |
| 41 | 13 octobre    | Kate Bush         | Hounds of Love                 |           |
| 42 | 20 octobre    | George Benson     | The Love Songs                 |           |
| 43 | 27 octobre    | Simple Minds      | Once Upon a Time               |           |
| 44 | 3 novembre    | George Benson     | The Love Songs                 |           |
| 45 | 10 novembre   | Sade              | Promise                        |           |
| 46 | 17 novembre   | Sade              | Promise                        |           |
| 47 | 24 novembre   | Compilation       | The Greatest Hits of 1985      |           |
| 48 | 1er décembre  | Compilation       | Now That's What I Call Music 6 |           |
| 49 | 8 décembre    | Compilation       | Now That's What I Call Music 6 |           |
| 50 | 15 décembre   | Compilation       | Now The Christmas Album        |           |
| 51 | 22 décembre   | Compilation       | Now The Christmas Album        |           |
| 52 | 29 décembre   | Compilation       | Now That's What I Call Music 6 |           |

## Meilleures ventes de l'année
C'est la chanteuse américaine Jennifer Rush qui réalise la meilleure vente annuelle de singles avec sa chanson The Power of Love, vendue à 1 200 000 exemplaires. Elle devance le duo Elaine Paige et Barbara Dickson qui interprète I Know Him So Well, un extrait de la comédie musicale Chess qui s'est écoulé à 843 000 exemplaires. Madonna arrive 3e en ayant vendu 793 000 copies de son tube Into the Groove. Elle est suivie par Paul Hardcastle avec 19 (785 000 ventes) et le quatuor féminin Sister Sledge avec Frankie (698 000).
| Singles | Albums |
| --- | --- |
| 1. Jennifer Rush – The Power of Love 2. Elaine Paige et Barbara Dickson - I Know Him So Well 3. Madonna – Into the Groove 4. Paul Hardcastle - 19 5. Sister Sledge - Frankie 6. David Bowie et Mick Jagger - Dancing in the Street 7. Phyllis Nelson - Move Closer 8. Feargal Sharkey - A Good Heart 9. A-ha - Take on Me 10. King (en) - Love and Pride | 1. Dire Straits – Brothers in Arms 2. Phil Collins - No Jacket Required 3. Madonna - Like a Virgin 4. Bruce Springsteen - Born in the U.S.A. 5. Tears for Fears - Songs from the Big Chair 6. Compilation - Now That's What I Call Music 6 7. Compilation - Now The Christmas Album 8. Compilation - Now That's What I Call Music 5 9. Paul Young - The Secret of Association 10. Compilation - The Hits Album 2 |